# 琳西·阿格纽
琳西·阿格纽（英語：Lindsay Agnew，1995年3月31日—），加拿大退役女子足球运动员，场上位置是前锋。她曾代表加拿大国家队参加2019年国际足联女子世界杯，结果队伍止步十六强赛。